# Antoine Duijkers
Antoine Duijkers (* 1987 in den Niederlanden) ist ein niederländischer Schlagzeuger und Perkussionist.

## Leben
Duikers wuchs in den Niederlanden auf und studierte bis zum Bachelor 2010 an der Hogeschool voor de Kunsten Arnheim Jazz- und Popschlagzeug bei René Creemers, Joop van Erven und Joost van Schaik. Er spielte in verschiedenen musikalischen Projekten in den Bereichen Jazz, Latin und freie Improvisation sowie in interdisziplinären Projekten in Kombination mit Tanz, Theater und bildender Kunst.
Von 2013 bis 2015 absolvierte er ein Masterstudium an der Hochschule für Musik und Tanz Köln bei Michael Küttner, Rainer Polak, Dieter Manderscheid und Frank Gratkowski. Ferner unternahm er Studienreisen nach Ghana und in den Senegal, um von Mustapha Tettey Addy in Kpanlogomusik und von Doudou N’Diaye Rose in Sabarmusik unterrichtet zu werden. Er tourte mit der Ethnoband Bush Taxi. Aktuell tritt er im Duo mit Filippa Gojo, im Torque Trio und in der Band Jen Brown der Kölner Liedermacherin Jenny Braunschweig auf.

## Diskographische Hinweise
- Torque Forward (Neuklang 2011, mit Koen Schalkwijk, Mathias Polligkeit)
- Torque Osmosis (Neuklang 2013)
- Morgana Moreno/Marcelo Rosário Miscellaneous (Angelmusic 2016, mit Florian Herzog, Falk Schrauwen, Tim Dudek)
- phase::vier Balkongeflüster (Klaeng Records 2017, mit Zuzana Leharová, Svenja Doeinck, Elisabeth Coudoux, Filippa Gojo)
- Nau Trio In the Ocean (Tratore 2020, mit Henrique Gomide, Jean Cammas)